# Pentti Vikström
Pentti Vikström, född 9 december 1951, är en finländsk bågskytt. Han deltog vid olympiska sommarspelen 1988.